# Les Catilinaires
Las catilinarias (Les catilinaires) es la cuarta novela de Amélie Nothomb. Fue publicada en francés 1995 en editorial francesa Albin Michel. En español se publicó en 1997 en la editorial Circe.

## Sinopsis
Todo comienza cuando una pareja de jubilados cumple sus sueño de tener una casa lejos de la ciudad, en un bosque, donde vivir solo con la compañía del otro, alejados del frenesí del mundo.
No nay nadie cerca de ellos, salvo una pequeña casa donde viven un médico anciano y su esposa. Van a presentarse por educación y así conocen al vecino, Palamède Bernardin. Palamède coge la costumbre de visitarles todos los días a las 16h o, mejor dicho, llega a su casa, se sienta en el sillón del que se ha apropiado y no dice ni palabra. Regresa sin falta a su casa a las 18h.  La pareja de jubilados tiene la impresión de molestar a Palamède cuando intenta saber algo más de él. Las visitas se vuelven un infierno, hay que buscar la manera de deshacerse de él. ¿Pero cómo.?
- Datos: Q2678340